# John Jacob Astor III
John Jacob Astor III (New York, 10 giugno 1822 – New York, 22 febbraio 1890) è stato un imprenditore e filantropo statunitense.
John Jacob III divenne il membro più ricco della famiglia Astor della sua generazione e fu il fondatore del ramo inglese della famiglia. Il fratello più giovane, l'uomo d'affari William Backhouse Astor, Jr. è il patriarca della linea maschile americana della famiglia Astor.

## Biografia
Era il figlio di William Backhouse Astor, Sr., e di sua moglie, Margaret Rebecca Armstrong. Astor ha studiato alla Columbia University e all'Università di Göttingen, in seguito alla quale è andato alla Harvard Law School. Esercitò per un anno, in particolare nella gestione delle immense proprietà della sua famiglia, la metà delle quali poi ereditò.

## Carriera

### Carriera militare
Astor è stato eletto tenente colonnello del 12 Reggimento del New York Milizia. Si è dimesso dalla carica nel 1853.
Durante la guerra civile americana, Astor servì come volontario aiutante di campo del maggiore generale George B. McClellan (allora comandante generale dell'esercito degli Stati Uniti). In riconoscimento dei suoi servizi durante la Campagna peninsulare, Astor è stato nominato generale di brigata dei volontari nel marzo 1865.
Egli considerava il suo servizio nella guerra civile come il migliore della sua vita e ha partecipato alle riunioni del Loyal Legion con zelo.

### Carriera imprenditoriale
Nel mondo degli affari, Astor si dilettava negli investimenti nella ferrovia, ma è stato superato in astuzia dal Commodoro Cornelius Vanderbilt. Il suo principale interesse commerciale è stato il vasto patrimonio immobiliare di famiglia a New York, che ha gestito con profitto e parsimonia.

## Matrimonio
Nel 1846 sposò Charlotte Augusta Gibbes (27 febbraio 1825-12 dicembre 1887), figlia di Thomas Stanyarne Gibbes, Jr. e di Susan Annette Vanden Heuvel. 
Ebbero un figlio, William Waldorf Astor. 
Nel 1859 Astor fece costruire una casa al 350 Fifth Avenue, oggi l'indirizzo dello State Building.

## Filantropia
John Jacob Astor III donò oggetti e fondi al Metropolitan Museum of Art (nel 1887 ha presentato la raccolta della moglie di pizzi preziosi e donò $ 50.000). Donò 450.000 $ per la Astor Library. Fece una generosa donazione al New York Cancer Hospital ($ 100.000), al  Woman's Hospital, St. Luke's Hospital ($100,000) e al Children's Aid Society.
Astor è stato tesoriere del consiglio di amministrazione della Astor Library, e presentò la sua collezione di libri antichi e manoscritti rari.

## Morte
John Jacob Astor III morì il 22 febbraio 1890 e fu sepolto nella Trinity Church Cemetery a Manhattan.